# 양자도약
양자도약(量子跳躍, 영어: atomic electron transition, atomic transition, quantum jump, quantum leap)은 양자의 에너지가 불연속적으로 흡수 또는 방출되는 현상이다. 전자가 원자 내부에서 불연속적으로 궤도를 '도약'하는 현상으로, 초기 양자역학의 주요한 문제였다.

## 물리적 의미
양자역학 이전의 물리학은 에너지의 흐름이 연속적이라고 가정하였고, 고전역학에서는 이러한 가정이 문제되지 않았다. 하지만 실제 원자의 에너지는 연속적으로 거동하지 않았고 전자의 거동 역시 불연속적이였고, 이를 양자도약이라 한다. 이는 미시적인 자연세계에서는 에너지가 불연속적으로 분포하고 거동한다는 것을 뜻한다.

## 경제적 의미
경제용어로서 양자도약은 혁신적인 경영으로 기존의 틀을 깨고 도약하는 기업, 혹은 그러한 혁신을 의미하기도 한다. 이는 양자도약이 불연속적이라는 점에서 유래한 용어이다.

## 같이 보기
- 티핑 포인트